# Brescia Calcio 1988-1989
Questa voce raccoglie le informazioni riguardanti il Brescia Calcio nelle competizioni ufficiali della stagione 1988-1989.

## Stagione
Nella stagione 1988-1989 il Brescia ha partecipato al campionato di Serie B. Le rondinelle bresciane per questa stagione sono affidate all'allenatore Vincenzo Guerini, cresciuto nelle giovanili del Brescia e costretto ad interrompere la carriera di calciatore a causa di un grave incidente stradale. Dopo soli due punti nelle ultime quattro partite, a fine dicembre 1988, dopo la sconfitta interna (0-2) con la Cremonese, il tecnico bresciano viene esonerato e al suo posto viene chiamato l'ex rondinella Massimo Giacomini, ma l'auspicata scossa non arriva. Il Brescia, dopo 8 punti in 12 partite con il nuovo allenatore, è in piena zona retrocessione alla 28ª giornata, e così dopo la sconfitta (2-1) di Licata del 2 aprile 1989, viene richiamato Vincenzo Guerini per le ultime 10 partite da giocare. Il Brescia pareggia col Genoa e perde con la Reggina prima di battere l'Ancona, tuttavia la sconfitta col Taranto porta il distacco dalla zona salvezza a 3 punti, a 6 gare dal termine della stagione. Il turno successivo vede le Rondinelle affrontare l'Empoli in lotta per la salvezza, l'incontro si chiude sul 2-0 per il Brescia con le reti di Bonometti e Savino. Gli uomini di Guerini si avvicinano nuovamente proprio ai Toscani con 2 punti di distacco. A partire da questo successo, arriva una serie di 6 risultati utili consecutivi, 3 pareggi e 3 vittorie, che portano il Brescia allo spareggio, piazzandosi al sedicesimo posto in classifica con 34 punti a pari merito con Monza ed Empoli. Si è salvato battendo l'Empoli nello spareggio disputato il 24 giugno 1989 a Cesena, vinto (3-0) ai calci di rigore dalle rondinelle, dopo che poco più di due anni prima proprio gli empolesi si erano salvati ai danni delle Rondinelle all'ultima giornata. Con l'Empoli sono retrocesse Sambenedettese, Taranto e Piacenza. Il torneo ha visto promosse Genoa, Bari, Udinese e Cremonese dopo lo spareggio con la Reggina.
In Coppa Italia le rondinelle hanno superato la prima fase nel girone 1, classificatesi terze dietro ad Ascoli e Inter. Nella seconda fase giungono ultime nel girone 6, dopo Ascoli (qualificata ai quarti di finale), Como e Juventus.

## Divise e sponsor
Lo sponsor tecnico per la stagione 1988-1989 è Gazelle, mentre lo sponsor ufficiale è Watergate.

## Rosa
| N. |                   | Ruolo | Calciatore           |
| -- | ----------------- | ----- | -------------------- |
|    | Italia (bandiera) | P     | Ivano Bordon         |
|    | Italia (bandiera) | P     | Luca Marchegiani     |
|    | Italia (bandiera) | P     | Alessandro Zaninelli |
|    | Italia (bandiera) | D     | Giuseppe Argentesi   |
|    | Italia (bandiera) | D     | Massimiliano Caliari |
|    | Italia (bandiera) | D     | Alessandro Chiodini  |
|    | Italia (bandiera) | D     | Marco Garbi          |
|    | Italia (bandiera) | D     | Mario Manzo          |
|    | Italia (bandiera) | D     | Leonardo Occhipinti  |
|    | Italia (bandiera) | D     | Marco Rossi          |
|    | Italia (bandiera) | D     | Claudio Testoni      |
|    | Italia (bandiera) | C     | Stefano Bonometti    |

| N. |                   | Ruolo | Calciatore             |
| -- | ----------------- | ----- | ---------------------- |
|    | Italia (bandiera) | C     | Eugenio Corini         |
|    | Italia (bandiera) | C     | Francesco Della Monica |
|    | Italia (bandiera) | C     | Maurizio Pecoraro      |
|    | Italia (bandiera) | C     | Gabriele Savino        |
|    | Italia (bandiera) | C     | Daniele Zoratto        |
|    | Italia (bandiera) | A     | Aldo Cantarutti        |
|    | Italia (bandiera) | A     | Luca Cecconi           |
|    | Italia (bandiera) | A     | Tullio Gritti          |
|    | Italia (bandiera) | A     | Pietro Mariani         |
|    | Italia (bandiera) | A     | Franco Turchetta       |
|    | Italia (bandiera) | A     | Giampietro Piovani     |
|    | Italia (bandiera) | C     | Gabriele Landi         |

## Risultati

### Serie B

#### Girone di andata
| Arbitro: | Frigerio (Milano) |

|                       |           |                |
| Madonna 23’ Russo 56’ | Marcatori | 71’ P. Mariani |

| Arbitro: | Stafoggia (Pesaro) |

|                                      |           |  |
| Napolitano 74’ (aut.) Cantarutti 76’ | Marcatori |  |

| Arbitro: | Amendolia (Messina) |

|            |           |  |
| Marulla 3’ | Marcatori |  |

| Arbitro: | Felicani (Bologna) |

|                  |           |              |
| Lucci 62’ (aut.) | Marcatori | 34’ De Vitis |

| Bari 9 ottobre 1988 5ª giornata | Bari           | 0 – 0 referto | Brescia | Stadio della Vittoria\| Arbitro: \| Bruni (Arezzo) \| |
| Arbitro:                        | Bruni (Arezzo) |               |         |                                                       |

| Arbitro: | Cornieti (Forlì) |

|                      |           |  |
| Ganz 11’ Stroppa 30’ | Marcatori |  |

| Arbitro: | Trentalange (Torino) |

|                           |           |  |
| Savino 55’ Cantarutti 61’ | Marcatori |  |

| Arbitro: | Pucci (Firenze) |

|             |           |              |
| Nardini 66’ | Marcatori | 38’ M. Rossi |

| Arbitro: | Iori (Parma) |

|                           |           |  |
| Savino 57’ P. Mariani 90’ | Marcatori |  |

| Arbitro: | Beschin (Legnago) |

|           |           |             |
| Nappi 67’ | Marcatori | 78’ Cecconi |

| Arbitro: | Quartuccio (Torre Annunziata) |

|                 |           |           |
| Sasso 1’ (aut.) | Marcatori | 20’ Raggi |

| Ancona 27 novembre 1988 12ª giornata | Ancona                 | 0 – 0 referto | Brescia | Stadio Dorico\| Arbitro: \| Calabretta (Catanzaro) \| |
| Arbitro:                             | Calabretta (Catanzaro) |               |         |                                                       |

| Arbitro: | Guidi (Bologna) |

|  |           |               |
|  | Marcatori | 22’ Dell'Anno |

| Arbitro: | Stafoggia (Pesaro) |

|               |           |  |
| Bonometti 85’ | Marcatori |  |

| Arbitro: | Boggi (Salerno) |

|                |           |  |
| F. Mariani 29’ | Marcatori |  |

| Arbitro: | Ceccarini (Livorno) |

|  |           |                             |
|  | Marcatori | 46’ (rig.) Bivi 61’ Chiorri |

| Arbitro: | Monni (Sassari) |

|                     |           |  |
| Simonini 45’ (rig.) | Marcatori |  |

| Brescia 15 gennaio 1989 18ª giornata | Brescia              | 0 – 0 referto | Parma | Stadio Mario Rigamonti\| Arbitro: \| Trentalange (Torino) \| |
| Arbitro:                             | Trentalange (Torino) |               |       |                                                              |

| Messina 22 gennaio 1989 19ª giornata | Messina           | 0 – 0 referto | Brescia | Stadio Giovanni Celeste\| Arbitro: \| Dal Forno (Ivrea) \| |
| Arbitro:                             | Dal Forno (Ivrea) |               |         |                                                            |

#### Girone di ritorno
| Arbitro: | Pucci (Firenze) |

|                          |           |  |
| Savino 11’ Turchetta 59’ | Marcatori |  |

| Arbitro: | Bruni (Arezzo) |

|                                              |           |  |
| Caneo 34’ Occhipinti 52’ (aut.) Venturin 84’ | Marcatori |  |

| Arbitro: | Nicchi (Arezzo) |

|           |           |             |
| Savino 4’ | Marcatori | 85’ Marulla |

| Udine 26 febbraio 1989 23ª giornata | Udinese              | 0 – 0 referto | Brescia | Stadio Friuli\| Arbitro: \| Trentalange (Torino) \| |
| Arbitro:                            | Trentalange (Torino) |               |         |                                                     |

| Arbitro: | Sguizzato (Verona) |

|                      |           |                          |
| Turchetta 87’ (rig.) | Marcatori | 6’ Carrera 39’ Maiellaro |

| Arbitro: | Beschin (Legnago) |

|  |           |             |
|  | Marcatori | 80’ Salvadè |

| Catanzaro 19 marzo 1989 26ª giornata | Catanzaro       | 0 – 0 referto | Brescia | Stadio Nicola Ceravolo\| Arbitro: \| Pucci (Firenze) \| |
| Arbitro:                             | Pucci (Firenze) |               |         |                                                         |

| Arbitro: | Stafoggia (Pesaro) |

|                                   |           |                   |
| M. Rossi 16’ Turchetta 33’ (rig.) | Marcatori | 53’ 80’ Carruezzo |

| Arbitro: | Boemo (Cervignano del Friuli) |

|                           |           |            |
| Tarantino 30’ La Rosa 69’ | Marcatori | 62’ Savino |

| Brescia 9 aprile 1989 29ª giornata | Brescia             | 0 – 0 referto | Genoa | Stadio Mario Rigamonti\| Arbitro: \| F. Baldas (Trieste) \| |
| Arbitro:                           | F. Baldas (Trieste) |               |       |                                                             |

| Arbitro: | Trentalange (Torino) |

|                    |           |  |
| Onorato 83’ (rig.) | Marcatori |  |

| Arbitro: | Bailo (Novi Ligure) |

|            |           |  |
| Savino 31’ | Marcatori |  |

| Arbitro: | Cornieti (Forlì) |

|                        |           |            |
| Roselli 54’ (rig.) 71’ | Marcatori | 53’ Savino |

| Arbitro: | Quartuccio (Torre Annunziata) |

|  |           |                          |
|  | Marcatori | 34’ Bonometti 85’ Savino |

| Brescia 21 maggio 1989 34ª giornata | Brescia          | 0 – 0 referto | Sambenedettese | Stadio Mario Rigamonti\| Arbitro: \| Paparesta (Bari) \| |
| Arbitro:                            | Paparesta (Bari) |               |                |                                                          |

| Cremona 28 maggio 1989 35ª giornata | Cremonese         | 0 – 0 referto | Brescia | Stadio Giovanni Zini\| Arbitro: \| Frigerio (Milano) \| |
| Arbitro:                            | Frigerio (Milano) |               |         |                                                         |

| Arbitro: | Quartuccio (Torre Annunziata) |

|            |           |  |
| Savino 55’ | Marcatori |  |

| Parma 11 giugno 1989 37ª giornata | Parma              | 0 – 0 referto | Brescia | Stadio Ennio Tardini\| Arbitro: \| Fabricatore (Roma) \| |
| Arbitro:                          | Fabricatore (Roma) |               |         |                                                          |

| Arbitro: | Paparesta (Bari) |

|                                      |           |               |
| P. Mariani 12’ Gritti 31’ Savino 87’ | Marcatori | 42’ Cambiaghi |

#### Spareggio salvezza
| Arbitro: | Longhi (Roma) |

|                                    |                      |                      |
| Turchetta Corini Bonometti Zoratto | Tiri di rigore 3 – 0 | Baiano Cipriani Soda |

### Coppa Italia

#### Primo turno
| Arbitro: | Cafaro (Grosseto) |

|           |           |                            |
| Cerri 84’ | Marcatori | 20’ Argentesi 78’ M. Rossi |

| Arbitro: | Beschin (Legnago) |

|                      |           |              |
| Turchetta 57’ (rig.) | Marcatori | 66’ Agostini |

| Arbitro: | Quartuccio (Torre Annunziata) |

|                              |           |             |
| Lunerti 49’, 87’ Bagnato 73’ | Marcatori | 71’ Cecconi |

| Arbitro: | Bruni (Arezzo) |

|                |           |                     |
| P. Mariani 51’ | Marcatori | 85’ (rig.) M. Rossi |

| Arbitro: | Luci (Firenze) |

|                        |           |  |
| Cecconi 24’ Corini 75’ | Marcatori |  |

#### Secondo turno
| Arbitro: | Nicchi (Arezzo) |

|            |           |  |
| Simone 73’ | Marcatori |  |

| Brescia 21 settembre 1988 2ª giornata - Girone 6 | Brescia                       | 0 – 0 | Ascoli | Stadio Mario Rigamonti\| Arbitro: \| Quartuccio (Torre Annunziata) \| |
| Arbitro:                                         | Quartuccio (Torre Annunziata) |       |        |                                                                       |

| Arbitro: | Coppetelli (Tivoli) |

|  |           |                 |
|  | Marcatori | 9’, 29’ Zavarov |

## Statistiche

### Statistiche di squadra
| Competizione | Punti | In casa | In casa | In casa | In casa | In casa | In casa | In trasferta | In trasferta | In trasferta | In trasferta | In trasferta | In trasferta | Totale | Totale | Totale | Totale | Totale | Totale | DR |
| Competizione | Punti | G       | V       | N       | P       | Gf      | Gs      | G            | V            | N            | P            | Gf           | Gs           | G      | V      | N      | P      | Gf     | Gs     | DR |
| ------------ | ----- | ------- | ------- | ------- | ------- | ------- | ------- | ------------ | ------------ | ------------ | ------------ | ------------ | ------------ | ------ | ------ | ------ | ------ | ------ | ------ | -- |
| Serie B      | 34    | 19      | 8       | 7       | 4       | 20      | 12      | 19           | 1            | 9            | 9            | 7            | 17           | 38     | 9      | 16     | 13     | 27     | 29     | -2 |
| Spareggio    |       | -       | -       | -       | -       | -       | -       | -            | -            | -            | -            | -            | -            | 1      | 0      | 1      | 0      | 0      | 0      | 0  |
| Coppa Italia | 7     | 5       | 1       | 3       | 1       | 4       | 4       | 3            | 1            | 0            | 2            | 3            | 5            | 8      | 2      | 3      | 3      | 7      | 8      | -1 |
| Totale       | 41    | 24      | 9       | 10      | 5       | 24      | 16      | 22           | 2            | 9            | 11           | 10           | 22           | 47     | 11     | 20     | 16     | 34     | 37     | -3 |

### Statistiche dei giocatori
| Giocatore       | Serie B + spareggio | Serie B + spareggio | Coppa Italia | Coppa Italia | Totale   | Totale |
| Giocatore       | Presenze            | Reti                | Presenze     | Reti         | Presenze | Reti   |
| --------------- | ------------------- | ------------------- | ------------ | ------------ | -------- | ------ |
| G. Argentesi    | 35+1                | 0+0                 | 7            | 1            | 43       | 1      |
| S. Bonometti    | 37+1                | 2+0                 | 8            | 0            | 46       | 2      |
| I. Bordon       | 24                  | -20                 | 5            | -6           | 29       | -26    |
| A. Cantarutti   | 4                   | 3                   | 3            | 0            | 7        | 3      |
| M. Caliari      | 2                   | 0                   | 0            | 0            | 2        | 0      |
| L. Cecconi      | 21                  | 1                   | 8            | 2            | 29       | 3      |
| A. Chiodini     | 35+1                | 0+0                 | 8            | 0            | 44       | 0      |
| E. Corini       | 30+1                | 0+0                 | 7            | 1            | 38       | 1      |
| F. Della Monica | 10+1                | 0+0                 | 3            | 0            | 14       | 0      |
| M. Garbi        | 1                   | 0                   | 0            | 0            | 1        | 0      |
| T. Gritti       | 28+1                | 1+0                 | 0            | 0            | 29       | 1      |
| G. Landi        | 0                   | 0                   | 2            | 0            | 2        | 0      |
| M. Manzo        | 20+1                | 0+0                 | 6            | 0            | 27       | 0      |
| L. Marchegiani  | 0                   | 0                   | 3            | -3           | 3        | -3     |
| P. Mariani      | 31+1                | 3+0                 | 7            | 1            | 39       | 4      |
| L. Occhipinti   | 33+1                | 0+0                 | 8            | 0            | 42       | 0      |
| M. Pecoraro     | 2+1                 | 0+0                 | 0            | 0            | 3        | 0      |
| G. Piovani      | 0                   | 0                   | 5            | 0            | 5        | 0      |
| M. Rossi        | 32                  | 2                   | 7            | 1            | 39       | 3      |
| G. Savino       | 34+1                | 10+0                | 1            | 0            | 36       | 10     |
| C. Testoni      | 28                  | 0+0                 | 7            | 0            | 35       | 0      |
| F. Turchetta    | 33+1                | 3+0                 | 6            | 1            | 40       | 4      |
| A. Zaninelli    | 15+1                | -9+-0               | 0            | 0            | 16       | -9     |
| D. Zoratto      | 28+1                | 0+0                 | 5            | 0            | 34       | 0      |